# Lamativie
Lamativie (okzitanisch: La Mativiá) ist eine Ortschaft und eine ehemalige französische Gemeinde  mit 55 Einwohnern (Stand: 1. Januar 2022) im Département Lot in der Region Okzitanien. Sie war Teil des Kantons Cère et Ségala im Arrondissement Figeac. Die Gemeinde hatte zuletzt 58 Einwohner (Stand: 1. Januar 2013).
Lamativie wurde mit Wirkung vom 1. Januar 2016 mit den Gemeinden Sousceyrac, Calviac, Comiac und Lacam-d’Ourcet zur Commune nouvelle Sousceyrac-en-Quercy zusammengeschlossen und übt dort seither den Status einer Commune déléguée aus.

## Lage
Lamativie liegt etwa 32 Kilometer westnordwestlich von Aurillac.

## Bevölkerungsentwicklung
| Jahr                       | 1962 | 1968 | 1975 | 1982 | 1990 | 1999 | 2006 | 2013 |
| -------------------------- | ---- | ---- | ---- | ---- | ---- | ---- | ---- | ---- |
| Einwohner                  | 182  | 165  | 130  | 107  | 104  | 83   | 67   | 58   |
| Quellen: Cassini und INSEE |      |      |      |      |      |      |      |      |